# Javorje, Črna na Koroškem
Javorje je naselje v Občini Črna na Koroškem.

## Opis
Razloženo naselje predstavljajo večinoma samotne kmetije na slemenu in prisojni strani gorskega hrbta v Mežiško-Solčavskih karavankah, ki potrka od Črne na Koroškem proti Uršlji gori. Na slemenu (1156 m.n.m.) stoji župnijska cerkev sv. Marije Madgdalene, ki se v pisnih virih prvič omenja v 14. stoletju, sedanji baročni izgled pa je dobila v 18. stoletju, nižje proti zahodu se nahaja podružnična cerkev sv. Jošta. Samostojno naselje je od leta 1959, ko je prišlo do združitve Zgornjega in Spodnjega Javorja.
Lokalna osnovna šola v Javorju (1160 m.n.m.) velja za najviše ležečo osnovno šolo v Sloveniji.

## Prometne povezave
Po dolini Javorskega potoka je speljana cesta iz Črne na Koroškem čez preval Spodnje Sleme (1081 m.n.m) v Velenjsko kotlino.